# Belinda Snell
Belinda Rose Snell (ur. 10 stycznia 1981 w Mirboo North) – australijska koszykarka, reprezentantka kraju, grająca na pozycji rzucającej, obecnie zawodniczka Sydney Uni Flames. 
W 2005 zaczęła karierę zawodową w WNBA, w drużynie Phoenix Mercury, a od 2011 występuje w Seattle Storm. Dwukrotna wicemistrzyni olimpijska 2004 i 2008. Mistrzyni Świata 2006.
W sezonie PLKK 2012-13 występowała w drużynie CCC Polkowice (z nr. 7), z którą zdobyła Mistrzostwo i Puchar Polski.

## Osiągnięcia
Stan na 8 grudnia 2018, na podstawie, o ile nie zaznaczono inaczej.
WNBA
- Mistrzyni WNBA (2007)

Drużynowe
- Mistrzyni:
  - Euroligi (2011)
  - Hiszpanii (2010, 2011)
  - Francji (2008)
  - Polski (2013)
  - Australii (WNBL – 1999, 2001, 2017)
- Wicemistrzyni:
  - Euroligi (2010)
  - Polski (2014)
  - Australii (2002–2005, 2015)
- Zdobywczyni pucharu:
  - Hiszpanii (2010)
  - Polski (2013)
  - Francji (2008)
- Zwyciężczyni turnieju Federacji Francji (2008)
- Finalistka pucharu Polski (2014)

Indywidualne
- MVP:
  - zagraniczna ligi francuskiej LFB (2008)
  - turnieju Federacji Francji (2008)
- Laureatka WNBL Top Shooter Award (2005)
- Zaliczona do I składu WNBL (2001, 2004, 2005, 2012)

Reprezentacja
- Mistrzyni:
  - świata (2006)
  - Igrzysk Wspólnoty Narodów (2006, 2018)
  - Oceanii (2013, 2015)
  - turnieju FIBA Diamond Ball (2004)
- Wicemistrzyni :
  - olimpijska (2004, 2008)
  - Azji (2017)
  - turnieju Diamond Ball (2008)
- Brązowa medalistka:
  - mistrzostw świata (2014)
  - igrzysk olimpijskich (2012)